# Mieczysław Wilczek
Mieczysław Karol Wilczek (ur. 25 stycznia 1932 w Komorowicach Bielskich ob. Bielsko-Biała, zm. 30 kwietnia 2014 w Warszawie) – polski mgr inż. chemik, prawnik, przedsiębiorca, wynalazca i autor patentów z dziedziny chemii, w latach 1988–1989 minister przemysłu w rządzie Mieczysława Rakowskiego, autor tzw. ustawy Wilczka (1988).

## Życiorys

### Młodość i edukacja
Syn Franciszka i Jolanty lub Joanny. Młodość spędził w Bielsku-Białej. W czasie II wojny światowej pracował jako parobek na niemieckiej farmie krów. Z uwagi na brak dostępu do edukacji powszechnej w latach 1939–1945 samodzielnie nauczył się czytać i pisać. Po 1945 roku ukończył w ciągu jednego roku szkołę podstawową. Następnie kształcił się w gimnazjum i w technikum chemicznym. Ukończył kierunek chemii na Wydziale Chemicznym Politechniki Śląskiej w Gliwicach w 1957. Podczas studiów politechnicznych jako wyróżniający się student otrzymał na II roku asystenturę i został, mimo braku zakończenia studiów, pracownikiem naukowym uczelni w latach 1954–1961. Ukończył też Studium Wyższe Ekonomiki Przemysłu oraz studia prawnicze na Uniwersytecie Jagiellońskim i na Uniwersytecie Warszawskim. Specjalizował się w chemii organicznej: syntetykach zapachowych, kremach i proszkach do prania. W 1951 wstąpił do Polskiej Zjednoczonej Partii Robotniczej i był członkiem do 1990.
Jego żoną była chemiczka Gizela Jacak-Wilczek (1933-2020). 

### Praca zawodowa
W 1956 roku, po ukończeniu studiów z dziedziny chemii porzucił dalszą karierę naukową. Od 1957 do 1961 był dyrektorem fabryki kosmetyków „Viola” w Gliwicach. W 1958 roku wyjechał na półroczne stypendium zagraniczne do Wielkiej Brytanii. Po powrocie do Polski został skierowany na stanowisko dyrektora technicznego zakładów Pollena w Warszawie. Od 1961 do 1964 zatrudniony jako główny inżynier i zastępca dyrektora w Warszawskiej Fabryce Syntetyków Zapachowych „Aroma”. W 1965 ukończył studia prawnicze na Wydziale Prawa Uniwersytetu Warszawskiego ze specjalizacją w zakresie prawa międzynarodowego.
W latach 1965–1969 pełnił funkcję zastępcy dyrektora w Zjednoczeniu Przemysłu Chemii Gospodarczej „Pollena”. Dał się poznać jako zdolny organizator i racjonalizator w państwowym przemyśle chemicznym. Znając kilka języków obcych zaczął podróżować służbowo po Europie Zachodniej i nawiązywać kontakty z zagranicznymi przedsiębiorstwami. Uczestniczył w pracach i konferencjach organizacji międzynarodowych. Podjął współpracę z koncernem Shell. Przyczynił się do rozwoju marki Pollena. Wprowadził w Polsce innowacyjny program detergentowy. W 1965 roku wdrożył do produkcji proszek do prania Ixi 65.
W 1969 roku odszedł z posady państwowej. Za zaoszczędzone pieniądze kupił kilkunastohektarowe gospodarstwo rolne we wsi Ołdakowizna. Założył fermę perliczek i laboratorium biochemiczne, w którym produkował kremy na bazie tłuszczu z żółtka jaj. Od 1971 do 1974 zatrudniony jako dyrektor w Centralnym Ośrodku Badawczo-Rozwojowym Stolarki Budowlanej, od 1974 funkcjonował jako przedsiębiorca prywatny. W latach siedemdziesiątych XX wieku sprzedał z zyskiem posiadane patenty z dziedziny chemii. Dzięki znajomościom oraz uzyskanym ze sprzedaży praw wynalazczych pieniądzom założył w 1973 roku pod Stanisławowem fabrykę produkcji koncentratów paszowych z odpadów porzeźnianych. W krótkim czasie zbudował kilka zakładów przetwórstwa mięsnego, stając się jednym z najbogatszych ludzi w Polsce.
W latach osiemdziesiątych XX wieku oprócz posiadanych zakładów przetwórstwa i utylizacji był wiceprezesem polsko-japońskiej spółki Polnippon (wspólnikiem był Ireneusz Sekuła) oraz od 1985 do 1988 współwłaścicielem przedsiębiorstwa futrzarskiego „Lavil” w Stanisławowie. W tym czasie prowadził interesy głównie z przedstawicielstwami handlowymi Związku Radzieckiego.

### Minister przemysłu
Od 1985 roku Mieczysław Wilczek był doradcą komisji sejmowych. W 1988 został członkiem Rady Społeczno-Gospodarczej przy Sejmie. Od 14 października 1988 do 12 września 1989 pełnił funkcję ministra przemysłu w rządzie Mieczysława Rakowskiego. Na tym stanowisku stał się rzecznikiem gruntownej reformy polskiej gospodarki. Zaproponował zamknięcie wielu państwowych zakładów pracy, które uważał za nierentowne z punktu widzenia ekonomicznego. Rozpoczął w Polsce zmiany prawne mające na celu wprowadzenie gospodarki wolnorynkowej. W 1988 roku przeforsował w Sejmie liberalną ustawę o przedsiębiorczości, która spowodowała aktywizację drobnych przedsiębiorców w ostatnich miesiącach istnienia Polskiej Rzeczypospolitej Ludowej.
W 1989 został zastępcą przewodniczącego w Komitecie ds. Nauki i Postępu Technicznego przy Radzie Ministrów. W 1989 roku podczas obrad Okrągłego Stołu Mieczysław Wilczek był przedstawicielem strony rządowej w zespole ds. gospodarki i polityki społecznej. Podczas wyborów do parlamentu w 1989 roku był kandydatem na senatora z okręgu siedleckiego. Przegrał walkę o mandat z Gabrielem Janowskim i Tadeuszem Kłopotowskim. Od 29 sierpnia 1989 do 19 stycznia 1990 był pełnomocnikiem Komitetu Centralnego PZPR ds. działalności gospodarczej.

### Przedsiębiorca

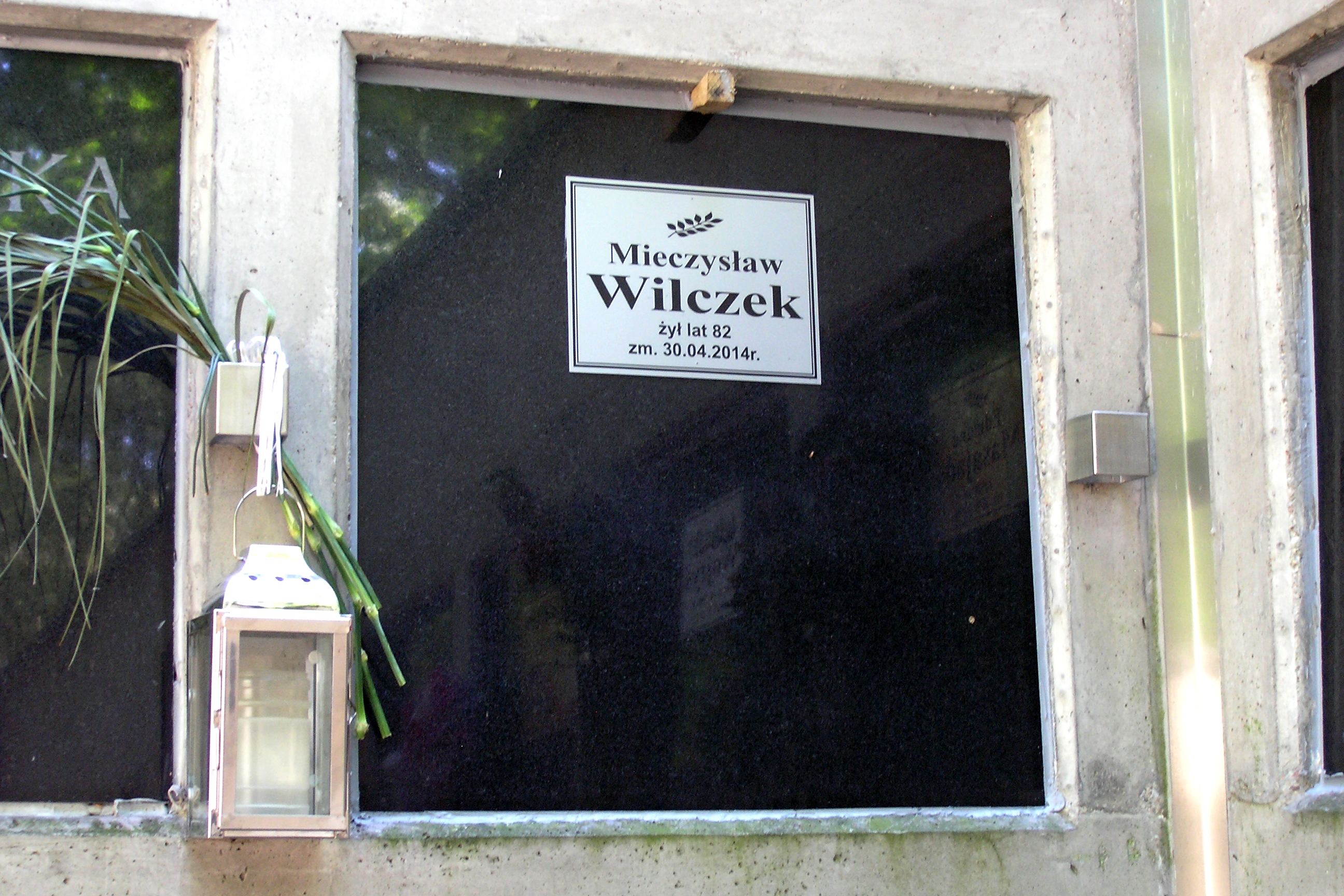
Grób Mieczysława Wilczka na Cmentarzu Wojskowym na Powązkach

Po zmianach ustrojowych Mieczysław Wilczek wycofał się z życia politycznego. Powrócił do działalności gospodarczej. Został współwłaścicielem grupy przedsiębiorstw Polish Farmeat, których głównym udziałowcem było włoskie przedsiębiorstwo Fortrade Financing. Później prowadził Kancelarię Lobbyingową w Warszawie. Zasiadał też w radzie nadzorczej przedsiębiorstwa budowlanego Mostostal Warszawa.
Laureat Nagrody Kisiela w 1990, wielokrotnie wymieniany na liście 100 najbogatszych Polaków tygodnika „Wprost”. W 2008 został uhonorowany przez Centrum im. Adama Smitha tytułem Jego Przedsiębiorczości.

### Śmierć
30 kwietnia 2014 Mieczysław Wilczek popełnił samobójstwo, skacząc z okna wysokiego piętra budynku. Ciało zostało znalezione przed jednym z bloków na warszawskiej Saskiej Kępie. Prokuratura odstąpiła od wykonania sekcji zwłok. Pochowany został na Cmentarzu Wojskowym na Powązkach (kwatera B29 kolumbarium-6-48).

## Odznaczenia
Wybrane medale i odznaczenia:
- Medal 10-lecia Polski Ludowej (uchwałą Rady Państwa z dnia 22 lipca 1955 na wniosek Ministra Budownictwa Przemysłowego)[10]
- Krzyż Oficerski Orderu Odrodzenia Polski (pośmiertnie, 2014)[11]

## W kulturze
Mieczysław Wilczek wystąpił w epizodycznej roli w 11. odcinku pt. Wagon pocztowy serialu kryminalnego 07 zgłoś się.